# أورلايا كوشية
أورلايا كوشية (الاسم العلمي:Orlaya kochii) هو نوع من النباتات يتبع جنس الأورلايا من الفصيلة الخيمية.